# 네트워크 아키텍처
네트워크 아키텍처(network architecture)는 컴퓨터 네트워크의 디자인이다. 네트워크의 물리적인 요소들과 기능 조직, 구성, 동작 원칙, 절차, 사용되는 통신 프로토콜의 사양을 위한 프레임워크이다.
전기 통신에서 네트워크 아키텍처의 사양은 통신 네트워크를 통해 전송되는 제품과 서비스의 자세한 설명, 그리고 서비스가 보상되는 세세한 속도와 지불 구조를 포함할 수도 있다.
인터넷의 네트워크 아키텍처는 네트워크의 상호 연결 네트워크나 노드를 위한 특정한 모형이 아닌, 인터넷 프로토콜 스위트의 이용 또는 특정한 유형의 하드웨어 링크의 이용을 통해 대부분 표현된다.

## OSI 네트워크 모형
OSI 모형은 계층화된 네트워크 아키텍처의 개념을 정의한다. 계층으로 불리는 더 조그마한 부분들로 통신 시스템을 구분시키는 한 방법이다. 계층은 위의 계층으로 서비스를 제공하는 유사한 기능들의 모임이며 바로 아래의 계층으로부터 서비스를 받게 된다. 각 계층에서 인스턴스는 서비스를 위의 계층의 인스턴스에 제공하고 아래의 계층으로부터 서비스를 요청한다.

## 같이 보기
- 네트워크 토폴로지